# Columbia Fireflies
I Columbia Firefliess sono una squadra di baseball che gioca nella Minor League Baseball, affiliata attualmente ai New York Mets della MLB, giocano nello stadio Spirit Communications Spark che conta 9 077 posti a sedere.
La squadra ha sostituito il nome a partire dal 2016 della vecchia squadra dei Savannah Sand Gnats allocata precedentemente nella città di Savannah.

## Roster attuale
Aggiornato il: 7 maggio 2017